# Jérôme Valcke

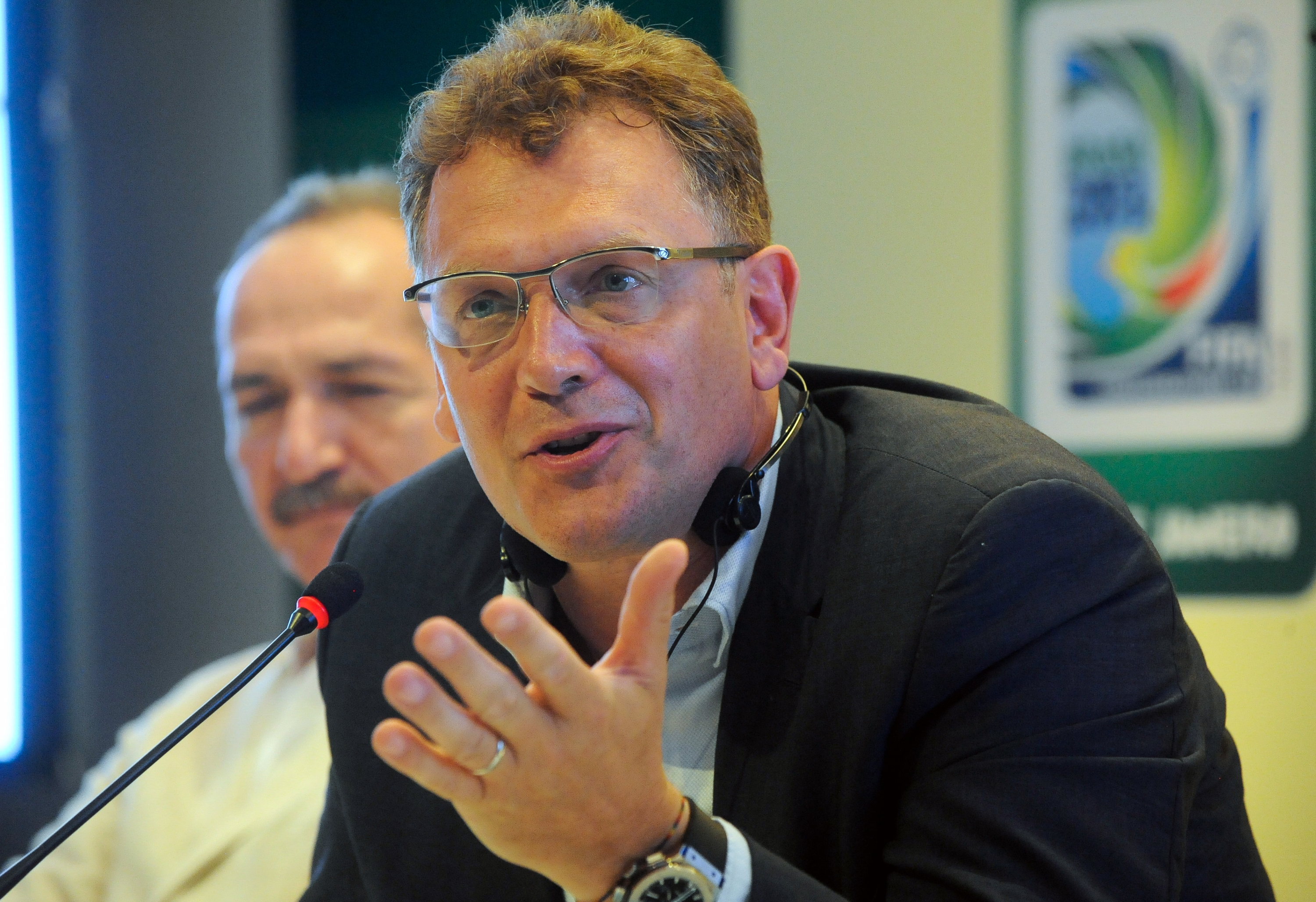
Jérôme Valcke

Jérôme Valcke, född 6 oktober 1960 i Paris, är en tidigare fransk idrottsledare. Han var FIFAs generalsekreterare 2007-2015 och tvingades lämna sin post som generalsekreterare då FIFA uppmärksammade en serie misstankar rörande Valcke, som ska ha sålt biljetter till Världsmästerskapet i Brasilien 2014 på svarta marknaden för egen och andra FIFA-aktörers vinning. Som generalsekreterare för det internationella fotbollsorganet har han bland annat ansvarat för FIFA:s kommersiella avtal och tv-rättigheter. Dessutom er Valcke sedan tidigare misstänkt i den muthärva som framför allt har lagt fokus på FIFA:s vice president Jack Warner. Warner ska enligt amerikanska myndigheter ha tagit emot en muta på omkring 70 miljoner kronor av den sydafrikanska regeringen för att de 2007 skulle tilldelas Världsmästerskapet 2010.